# Minions
Minions (bra: Minions; prt: Mínimos) é um filme estadunidense de  animação computadorizada, uma prequela e spin-off da animação Despicable Me, lançado em 2015. Produzido por Illumination Entertainment, e distribuído por Universal Pictures. O longa é escrito por Brian Lynch, dirigido por Pierre Coffin e Kyle Balda, e produzido por Chris Meledandri e Janet Healy. Foi lançado em 10 de julho de 2015 nos cinemas estadunidenses. O primeiro trailer oficial do longa foi liberado no dia 4 de novembro de 2014.
Embora não tenha tido sucesso de crítica, o filme foi um enorme sucesso de bilheteria, arrecadando mais de US$ 1,1 bilhão, sendo a quarta animação de maior bilheteria, e a 29ª maior bilheteria de todos os tempos.
Uma sequência, Minions: The Rise of Gru, foi lançado em 1 de julho de 2022.

## Elenco de voz
- Sandra Bullock como Scarlet Overkill[8]
- Jon Hamm como Herb Overkill[8]
- Michael Keaton como Walter Nelson[8]
- Allison Janney como Madge Nelson[8]
- Steve Coogan como Professor Flux[8]
- Jennifer Saunders como Rainha Elizabeth II[8]
- Geoffrey Rush como narrador[8]
- Pierre Coffin como Kevi[8]

## Bilheteria
Apesar das críticas mistas, Minions arrecadou US$ 336 milhões nos EUA e Canadá e US$ 823 milhões internacionalmente, para um total de mais de US$ 1,1 bilhão contra um orçamento de US$ 74 milhões. É, atualmente, a quinta maior bilheteria de 2015, a quarta animação de maior bilheteria, e a 19ª maior bilheteria da história.[carece de fontes?]

## Impacto cultural
No Brasil, os Minions foram usados como referência para batizar os seguidores do político Jair Bolsonaro, chamados por adeptos da esquerda, em tom irônico de "Bolsominions". Em artigo do site Extra de abril de 2016, o jornalista Felipe Pena comparou os fãs de Bolsonaro aos Minions, dizendo que "seguem o líder, a quem chamam de mito, e dão vazão aos recalques narcísicos atacando as diferenças de grupos que elegem como rivais".
Desde então, o termo foi vastamente usado pela população, na mídia brasileira e internacional, aparecendo em artigos da BBC, The Guardian e OpenDemocracy.